# نیل کاکس
نیل کاکس (انگلیسی: Neil Cox؛ زادهٔ ۸ اکتبر ۱۹۷۱) بازیکن فوتبال اهل بریتانیا است.
از باشگاه‌هایی که در آن بازی کرده‌است می‌توان به باشگاه فوتبال میدلزبرو، باشگاه فوتبال کرو آلکساندرا، باشگاه فوتبال بولتون واندررز، باشگاه فوتبال اسکانتورپ یونایتد، باشگاه فوتبال استون ویلا، باشگاه فوتبال واتفورد، باشگاه فوتبال لیک تاون، و باشگاه فوتبال کاردیف سیتی اشاره کرد.
وی همچنین در تیم ملی فوتبال زیر ۲۱ سال انگلستان بازی کرده‌است.